# 许声远宅
许声远宅位于中国安徽省黄山市歙县许村镇许村。
许声远在上海开设许协隆茶号，将徽州的松萝茶销往英国。许声远宅的前后两进分别建于清光绪三十四年（1908年）和民国十七年（1928年）。前进木雕极为精美，后进由许声远次子许士樾兴建，使用进口玻璃。
2006年5月，许声远宅作为许村古建筑群的子项，被列为第六批全国重点文物保护单位。